# Брага, Брэннон
Брэннон Брага (англ. Brannon Braga) — американский телевизионный продюсер, режиссёр и сценарист. Наиболее известен по работе над сериалом Звёздный путь. Также выступал в роли исполнительного продюсера сериалов 24 часа и Terra Nova на канале Fox. Он также стал исполнительным продюсером документального сериала Космос: пространство и время.
Брага начал карьеру в качестве интерна в проекте Звёздный путь: Следующее поколение в 1990 году, впоследствии став продюсером этого сериала. В 1995 году за работу над заключительным эпизодом All Good Things... вместе с Рональдом Муром был награждён Премией «Хьюго» за лучшую постановку. Позднее вместе с Муром написал сценарии к двум полнометражным фильмам во этой вселенной — Звёздный путь: Поколения и Звёздный путь: Первый контакт. Вместе они также работали над сценарием к фильму Миссия невыполнима 2.

## Фильмография
«Книги крови», 2020